# Cua Tasmania
Cua Tasmania (tên khoa học Pseudocarcinus gigas) là một cua biển khổng lồ, đây là loài duy nhất còn tồn tại trong chi Pseudocarcinus, chúng sinh sống ở những khu vực nước sâu và lạnh phía Nam Úc. Nhiều ngư dân đặt tên cho loài cua này theo địa phương nơi đánh bắt loài cua này. Theo nghiên cứu của Viện hải dương học SeaSim về loại cua này, trong lịch sử đã từng nặng tới 30 kg và dài đến 50 cm, to nhất thế giới.
Thời điểm đánh bắt cua Tasmania từ tháng 10 đến tháng 12, các thợ lặn phải dùng đến những dụng cụ chuyên dụng hỗ trợ cho việc lặng sâu xuống biển lạnh, nơi hang sâu khe đá ngầm nên công việc này mang nhiều khó khăn rủi ro cao.

## Môi trường sống
Loài cua khổng lồ Tasmania thường sống vùng nước sâu tại những mỏm đá biển Tasmania ngoài khơi phía nam Úc. Tại độ sâu 20 - 820 mét (66 - 2.690 ft) và ở mức 110 - 180 mét (360 – 590 ft) số lượng cua Tasmania tập trung nhiều vào mùa hè và giảm dần từ 190 - 400 mét (620 - 1.310 ft) vào mùa đông. Nhiệt độ nước biển phù hợp cho cua tasmania là khoảng 12 - 14°C (54 - 57°F). Mức nhiệt độ trung bình tầm khoảng 10 - 18°C (50 - 64°F).

## Miêu tả
Cua Tasmania là một trong những loài cua lớn nhất thế giới, đạt khối lượng 17,6 kg (39 lb) và chiều rộng thân tới 46 cm (18 in). Nếu xét theo loài, thì cua đực đạt kích cỡ hơn hai lần cua cái, gần 7 kg (15 lb). Đặc điểm nhân biết ở cua đực là chi càng to quá khổ có thể dài hơn chiều rộng thân, ngược lại ở cua cái chỉ có hai chi càng bình thường. Màu sắc bên ngoài thân cua tasmania chủ yếu là màu vàng ngà ở phần dưới thân và màu đỏ ở trên, đặc biệt là đầu càng có màu đen. Với những cua nhỏ hơn có màu vàng và đỏ.

## Hành vi
Cua khổng lồ Tasmania ăn mồi dưới đáy biển sâu gồm cá thu, mực, tôm hay nghêu sò các loài di chuyển chậm, kể cả sao biển. Trường hợp ăn thịt đồng loại cũng xảy ra. Thời gian sinh sản vào tháng 6 và tháng 7, và con cái mang 0,5 - 2 triệu trứng trong khoảng bốn tháng. Sau khi nở, các ấu trùng sẽ trôi nổi với dòng chảy trong khoảng hai tháng trước khi lắng xuống đáy. Loài này sống lâu và phát triển chậm, cua con cứ sau ba năm lại thay lông và con cái trưởng thành khoảng chín năm một lần. Điều này làm ảnh hưởng đến việc sinh sản phát triễn số lượng cá thể loài trong khoảng thời gian lâu dài.

## Thương mại
Cua Tasmania đã được đánh bắt thương mại ở vùng biển Tasmania từ năm 1992 với luật ban hành kích thước tối thiểu cho phép đánh bắt được thành lập ở Úc vào năm 1993. Kỹ thuật đánh bắt của ngư dân thường bằng những chiếc sào thả xuống độ sâu hơn 140 m (460 ft). Ngành hải sản tại Úc lo ngại tính bền vững của số lượng đánh bắt, đã được điều chỉnh trong năm 2004 lên 62,1 tấn (137.000 lb) dựa trên tổng sản lượng khai thác cho phép. Vào thời điêm 2005, đã có hơn 25 nhà khai thác thủy hải sản cạnh tranh để đánh bắt cua tasmania, góp phần vào tổng sản lượng khai thác trị giá khoảng 2 triệu đô la Úc. Cua khổng lồ Tasmania sống rất lâu và phát triển chậm, dễ dẫn đến tình cảnh khiến chúng bị khai thác quá mức.